# Гингальс
Гингальс (англ. gingall или jingal, [´dʒingɔ:l], предположительно от хинди janjal или jangal) — артиллерийское орудие малого калибра, фактически — крупнокалиберное длинноствольное фитильное ружье (с вертлюгом или без). Использовалось для стрельбы пулями и картечью, применялось как в полевых боях, так и при обороне крепостей.

## История

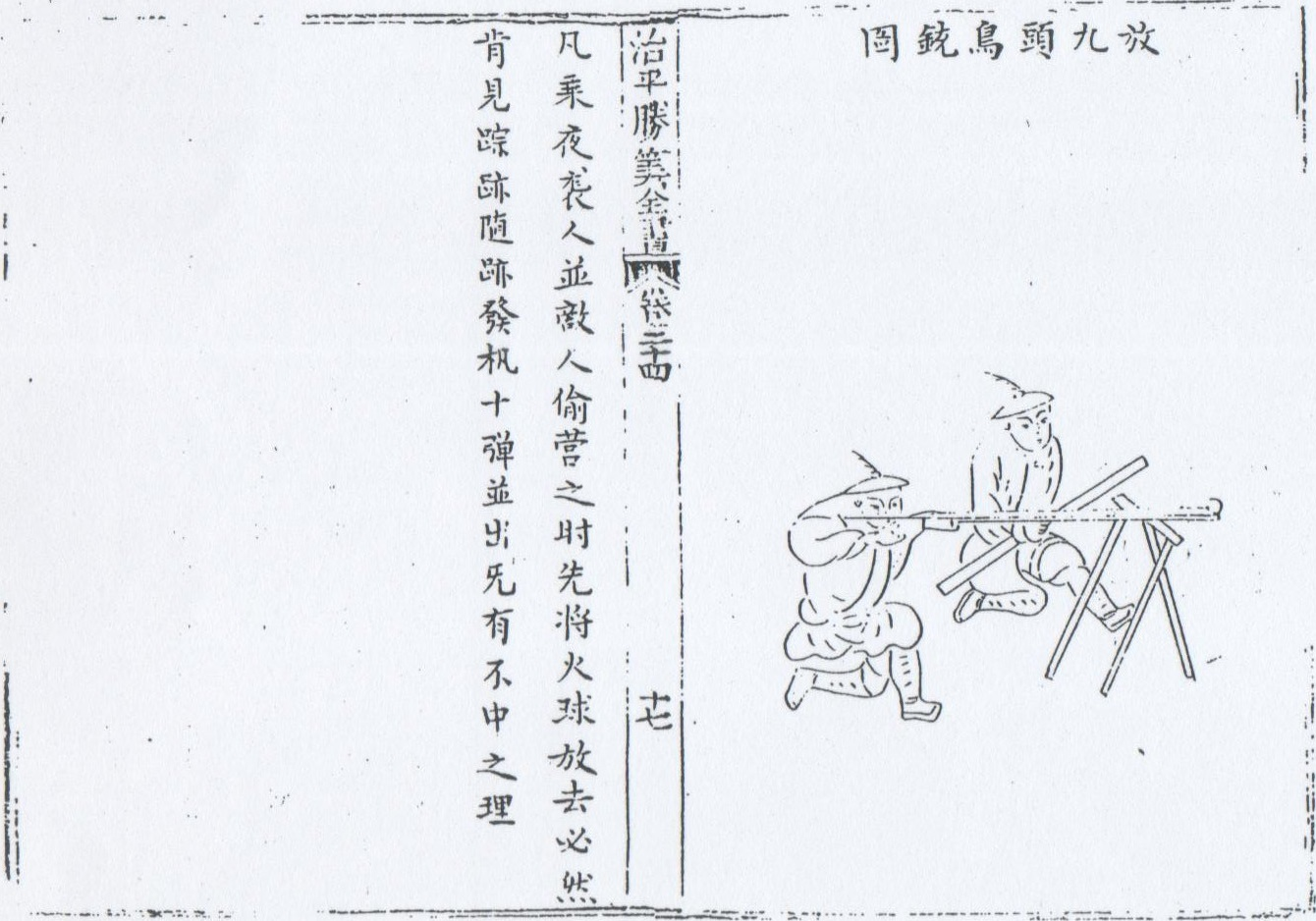
Китайские солдаты с гингальсом, 1724 г

Гингальсы были широко распространены в Иране, Средней Азии, Индии и империи Цин в XVIII—XIX вв. 

### В Индии и Афганистане
Тяжёлые крепостные ружья и ружья, размещавшиеся на верблюдах, назывались джезайль (джезайл), от персидского جزایل (jazā’īl) — ружьё. Правитель Майсура Хайдар Али в XVIII веке создал корпус из двух тысяч раджпутов, которых назначил к вертлюжным ружьям («jezail») и в верблюжью артиллерию.
В Афганистане в конце XVIII  — начала XIX века были распространены ружья с очень длинным стволом, закреплённым на ложе многочисленными металлическими кольцами или ременными петлями, часто снабжённые сошками, также под названием джезайль. Изготавливались они как в Афганистане, так и в Индии, где их, вероятнее всего, называли торадар бандук (toradar banduk) или си-пайя бандук (si-paia banduk), и в Персии, где они назывались шумкал (shumkhal).

### В Китае
Оружие этого типа (кит. тайцян 抬枪) широко применялось цинскими войсками в ходе Опиумных войн (1-й Опиумной), во время Тайпинского восстания, разгроме государства Йеттышаар в Восточном Туркестане и даже в ходе Гражданской войны в Китае. Большая коллекция гингальсов, захваченных русскими войсками в ходе экспедиции в Китай для подавления Боксёрского восстания в 1900 г., находится в ПГОМ им. В. К. Арсеньева (Владивосток), значительная часть её исследована и опубликована в научной литературе стараниями Н. Б. Аюшева и Е. А. Багрина при содействии А. М. Пастухова.
Согласно докладной записке князя Гуна, в битве у Балицяо 21.09.1860 г. цинские стрелки из гингальсов нанесли значительные потери англо-французским войскам. Однако данная информация не подтверждается сообщениями англо-французского командования.
Подробное описание действий частей, вооруженных гингальсами (называемых по-уйгурски тайфурами), оставил капитан А. Н. Куропаткин, лично наблюдавший за маневрами войск правителя государства Йеттышаар (1865—1877) Якуб-бека во время посольства в Восточный Туркестан в 1876—1877 гг. На момент образования государства Йеттышаар в войсках Якуб-бека насчитывалось несколько тысяч гингальсов, однако к моменту посещения Восточного Туркестана Куропаткиным на вооружении войск Якуб-бека было оставлено всего около 800 гингальсов, которые обслуживали пленные китайские солдаты-тайфурчи, насильно обращенные в ислам. Расчет гингальса состоял из 5 человек — 1 являлся стрелком, остальные формировали при стрельбе «живой лафет» и помогали при переноске и перезарядке оружия.
В начале 1895 г. цинское командование, оказавшись без обученных резервов, приняло решение отправить на фронт против наступающих японских войск давно утратившие боевое значение части Восьмизнаменной армии, среди вооружения которой находились фитильные ружья пишаньпао (кит. 劈山炮), являющиеся разновидностью гингальса. Цинский автор, оставивший воспоминания об инспекции готовящихся к отправке на фронт Восьмизнаменных войск, писал, что пишаньпао похоже на тайцян, но меньше размерами и легче, расчет пишаньпао состоит из 4 человек:
- 1 прочищает дуло,
- 1 заряжает,
- 1 укладывает фитиль на серпентин,
- 1 производит выстрел.

В конце XIX в. фитильные гингальсы стали вытесняться казнозарядными нарезными крепостными ружьями, производимыми на современных арсеналах Китая. Сохранились как фотографии трофеев, захваченных союзниками во время подавления Боксерского восстания в 1900 г., так и некоторое количество таких крепостных ружей. Несколько образцов хранится в ПГОМ им. В. К. Арсеньева. Некоторое количество старых фитильных гингальсов, равно как и обычных фитильных ружей (в последнем случае — преимущественно среди отрядов деревенской самообороны и партизан), использовалось во время Гражданской войны в Китае в 1920-х годах, когда все воюющие стороны испытывали дефицит современного вооружения. По мере насыщения войск современными стрелковыми и артиллерийскими системами фитильные ружья и гингальсы были окончательно сняты с вооружения китайских войск.